# Токарев, Павел Сергеевич
Павел Сергеевич Токарев (10 июля 1913, станица Екатерининская — 23 ноября 1994) — директор Тобольской МТС Кустанайской области, Казахская ССР. Герой Социалистического Труда (1957).

## Биография
Родился в 1913 году в крестьянской семье в станице Екатерининской области Войска Донского (ныне – Краснодонецкая Белокалитвинского района Ростовской области), русский. Окончил Донецкий сельскохозяйственный техникум, после чего по комсомольской путёвке уехал на работу в Казахстан. Работал агрономом в Силантьевской МТС (1933–1934), в 1935–1937 служил в РККА, затем вернулся в Казахстан, работал старшим агрономом Озёрной МТС, главным агрономом Кустанайского райземотдела. В 1941 году был назначен директором Тобольской МТС Тарановского района. За ударный труд во время войны был награждён орденом Отечественной войны II степени.
Участвовал во Всесоюзной выставке ВДНХ в Москве, где получил золотую, серебряную и бронзовую медали.
Указом Президиума Верховного Совета СССР от 11 января 1957 года за особо выдающиеся успехи, достигнутые в работе по освоению целинных и залежных земель, и получение высокого урожая удостоен звания Героя Социалистического Труда с вручением ордена Ленина и золотой медали «Серп и Молот».
С 1958 года — директор совхоза имени Кошевого Октябрьского района. Последние годы жил в селе Солнечное (около Феодосии).